# Skót font
A skót font angolul: pound Scots Skócia fizetőeszköze volt, mielőtt az ország 1707-ben politikai és pénzügyi unióba lépett volna Angliával. Azóta a font sterling a hivatalos fizetőeszköz, de az Egyesült Királyságban nem monopólium a bankjegynyomtatás, így Skóciában is vannak saját font sterling bankjegyek, a négy kereskedelmi bank (Bank of Ireland, Ulster Bank, First Trust Bank, Danske Bank) által kibocsájtott északír fonthoz, valamint a jersey-i fonthoz, guernsey-i fonthoz, man-szigeti fonthoz, Szent Ilona-i fonthoz, Falkland-szigeteki fonthoz hasonlóan. A skót bankjegyek mindig azonos méretűek a Bank of England aktuális kibocsájtású címleteivel, a különbség csupán annyi, hogy Skóciában Angliával ellentétben 1 és 100 fontos bankjegyek is forgalomban vannak az 5, 10, 20 és 50 fontosok mellett. A skót papírpénzeket általában nem fogadják el a magyarországi bankok és pénzváltók.

## Története
I. Dávid vezette be az angol és francia pénz mintájára, egy font 20 shillinggel, egy shilling 12 pennyvel volt egyenértékű. Később leértékelődött az angol fonthoz képest, és III. Jakab idejére egy angol font már négy skót fontot ért. A skót font mellett Skóciában ezüstmárkát is kiadtak, ami 13 shilling 4 pennyt ért (a font kétharmadát).
Mikor VI. Jakab skót király 1603-ban Anglia uralkodója is lett I. Jakab néven, átalakította a pénzrendszert úgy, hogy az angolra hasonlítson, és 12 skót font volt egyenértékű 1 font sterlinggel. 1707-ben a skót fontot 12:1 átváltással a font sterling váltotta fel, bár Skóciában a 18. század hátralévő részében még használatban maradt.
Ma nem létezik különálló skót font, de Skócia három legnagyobb zsíróbankja, a Royal Bank of Scotland, a Bank of Scotland és a Clydesdale Bank ad ki bankjegyeket belföldi használatra. Ezek időnként az Egyesült Királyság más részeiben is felbukkannak, leggyakrabban azonban csak Skóciában használatosak, és értékük megegyezik a font sterlingével. Az Egyesült Királyság területén kívül ezen bankjegyeket általában nem fogadják el.
Ezek a bankok a bankjegykibocsátást csak 100%-os fedezettel tehetik, tehát a Bank of England bankjegyeiből a saját kibocsátásúval azonos mennyiséget kell tartalékolniuk, azaz nincs jegybankpénz-teremtési képességük. Ezeknek a bankjegyeknek a kibocsátását az angol bankrendszer specialitása teszi lehetővé, mivel a bankjegykibocsátás az Egyesült Királyságban nem monopólium.
2008-ban az IBNS szerint a 2007-ben az év bankjegye az 50 fontos lett, amelyet a Bank of Scotland bocsátott ki.

## Bankjegyek

### Royal Bank of Scotland
A Royal Bank of Scotland papír alapú, még 1987-1992 között bevezetett, s azóta folyamatosan kibocsájtott címletsorának előoldalán, valamennyi bankjegyen Lord Ilay, azaz Archibald Campbell, Argyll 3. hercege, Ilay 1. earlje (1682 – 1761), a bank első kormányzója portréját, a hátoldalon pedig különböző skót kastélyokat ábrázoló szériájában 1, 5, 10, 20, 50 és 100 font sterlinges bankjegyeket bocsát ki. 2016. októberétől új, kisebb méretű (125 x 65 mm), polimer 5 fontos került forgalomba előoldalán Nan Shepherd költő és novellaíró portréjával, hátoldalán pedig egy pár makrélával.
2016 áprilisában az új, 2017-től forgalomba kerülő polimer, Mary Somerville-t és egy vidrapárt ábrázoló 10 fontost is bemutatták. A Royal Bank of Scotland rendszeresen bocsát ki emlékbankjegyeket, például 2002-ben II. Erzsébet aranyjubileuma alkalmából egy 5 fontost, 2012-ben, a királynő gyémántjubileumára pedig egy 10 font sterlingest.

### Bank of Scotland
A Bank of Scotland papír alapú, 2007-től kibocsájtott címletsorának előoldalán valamennyi bankjegyen Sir Walter Scott portréját, a hátoldalon pedig különböző skót hidakat ábrázoló szériájában 5, 10, 20, 50 és 100 font sterlinges címleteket bocsát ki.2016 októberétől új, kisebb méretű (125 x 65 mm), polimer alapú 5 fontos került forgalomba, szintén Walter Scott képmásával.

### Clydesdale Bank
A Clydesdale Bank papír alapú, 2009-től kibocsátott szériájának 5 fontosán Sir Alexander Fleming, a 10 fontoson Robert Burns, a 20 font sterlingesen I. Róbert skót király, az 50-esen Elsie Inglis, a 100-ason Charles Rennie Macintosh portréja látható, a hátoldalakon pedig a világörökség részének nyilvánított különböző skóciai nevezetességek ábrázolásai kaptak helyet. 2015-től kisebb méretű (125 x 65 mm) polimer 5 fontos került kiadásra, előoldalán Sir William Arrol, hátoldalán pedig a Forth Bridge ábrázolásával, ezt eredetileg emlékbankjegynek szánták, azonban 2016 szeptemberétől már forgalmi címletként bocsátják ki. 2016 januárjában bemutatták az új, 2017-től forgalomba kerülő, a korábbi papír alapú 10 fontossal azonos tematikájú (Robert Burns portrés) polimer tízest is.

### Korábbi kibocsátók
Skóciában a jelenlegieken kívül korábban többek között az alábbi kereskedelmi bankok bocsátottak ki papírpénzt: British Linen Bank (1970-ig), National Bank of Scotland (1957-ig), National Commercial Bank of Scotland (1968-ig), Commercial Bank of Scotland (1958-ig), North of Scotland Bank (1949-ig), Union Bank of Scotland (1954-ig).

## Skót függetlenség
Egy független Skócia esetén is megmaradna a mai rendszer, megtartanák a font sterlinget, vagyis a valutauniót az Egyesült Királyság többi részével.